# Quader (Stein)

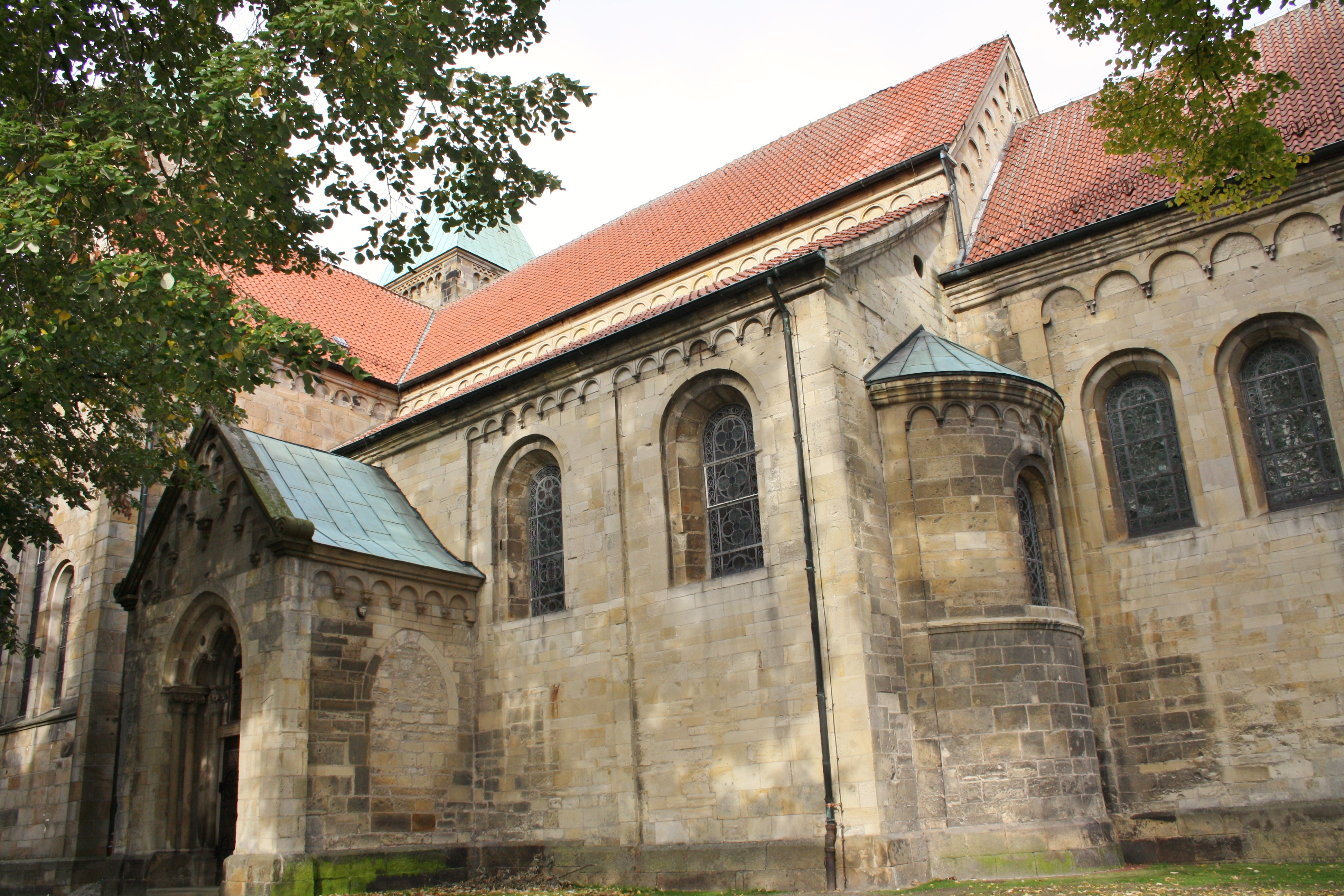
Romanischer Kirchenbau in Sandsteinquadermauerwerk: St. Brigida (Legden)

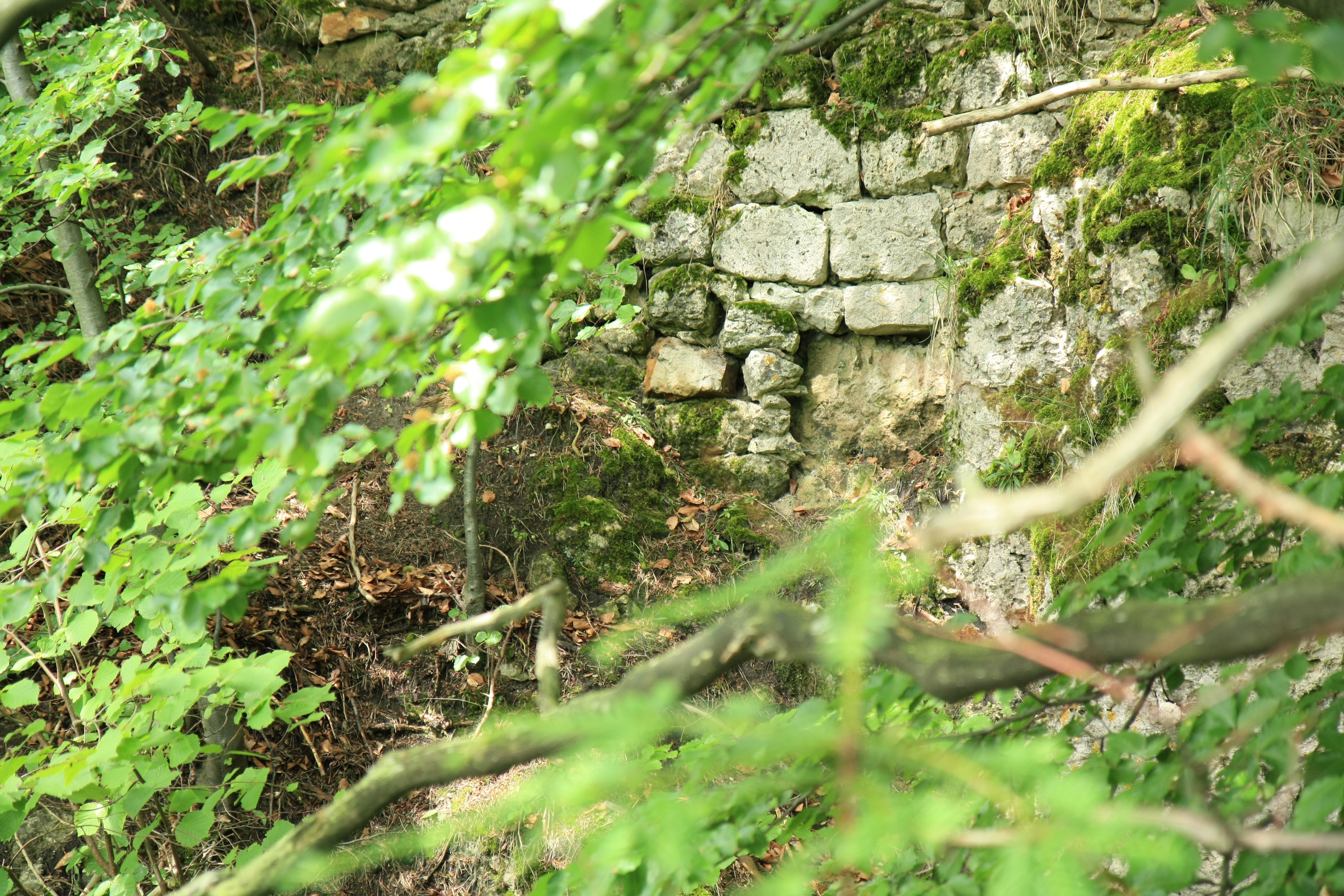
Mauerrest mit Quadern der Burgruine Stierberg

Ein Quader (auch Quaderstein, Steinquader) ist in der Kunstgeschichte und im Bauwesen ein in der Form eines mathematischen Quaders zugehauener Naturstein.
Quadersteine werden im Hochbau sowohl in Verbindung mit Mörtel im Mauerwerksverband als auch als Trockenmauerwerk eingesetzt. Dafür muss im Gegensatz zum Mauerziegel jeder Stein durch den Steinmetz vorbereitet werden. Um diesen Aufwand zu beschränken, wird ihnen ein wesentlich größeres Format als dem Ziegel gegeben. Mit diesen großen Steinen ist es andererseits einfacher, die oft gewünschte monumentale Wirkung des Bauwerks zu erreichen. Sie fanden deswegen vor allem Verwendung bei sakralen Bauten, aber auch bei Schlössern und Burgen, hier auch wegen ihrer besonderen Festigkeit. Bereits die Pyramiden wurden mit Quadersteinen errichtet. 
Im Tiefbau werden Quadersteine u. a. für den Straßen- und Wegebau als Pflastersteine und im Verkehrswasserbau bei Kaianlagen und Schleusen sowie an Brückenbauten verwendet.
Es werden unterschieden:
- hinsichtlich der Bearbeitung und der Form der Ansichts- oder Nutzfläche:
  - bossierter Quader, auch Bossenquader, siehe Bossenwerk
  - Buckelquader
  - Diamantquader
  - Kissenquader: nach Art eines Kissens
  - Kropfquader
  - Polsterquader: nach Art eines Polsters
  - rustizierter Quader, siehe Bossenwerk

- hinsichtlich des Materials:
  - Bruchsteinquader, siehe Bruchstein
  - Granitquader, siehe Granit
  - Sandsteinquader, siehe Sandstein; auch Quadersandstein, siehe Elbsandsteingebirge

- hinsichtlich der Verwendung:
  - Eckquader, der an der Ecken eines Bauwerkes eingesetzt und oft anders als das umgebende Mauerwerk, das aus Mauerziegeln bestehen kann, gestaltet wird
  - Quadermauerwerk, wenn ein ganzes Bauwerk mit Quadern errichtet wird